# 344040 Davidiactor
344040 Davidiactor è un asteroide della fascia principale. Scoperto nel 2001, presenta un'orbita caratterizzata da un semiasse maggiore pari a 2,3892743 au e da un'eccentricità di 0,1387998, inclinata di 13,55966° rispetto all'eclittica.